# Coelogyne tumida
Coelogyne tumida är en orkidéart som beskrevs av Johannes Jacobus Smith.
Coelogyne tumida ingår i släktet Coelogyne och familjen orkidéer. Inga underarter finns listade i Catalogue of Life.